# コロンビアーナ
『コロンビアーナ』（Colombiana）は、リュック・ベッソン製作・脚本、オリヴィエ・メガトン監督、ゾーイ・サルダナ主演による2011年のフランス・アメリカ合衆国のアクション映画である。

## ストーリー
1992年、コロンビアのボゴタ。マフィアの幹部である父と母とともに幸せに暮らしていたカトレアはある日突然、マフィアの大物ドン・ルイスに指示されたマルコらに家族が惨殺される。迫り来るマルコの掌をナイフで刺して逃亡。父の遺言通り、アメリカ大使館に情報を売って渡米。
空港から逃亡してシカゴに住む叔父エミリオの家に身を寄せる。すぐに殺し屋になりたいと言って学校を拒否するが、エミリオはまず教育が必要だと学校を選ばせる。
15年後、美しく成長したカトレアは残忍な殺し屋になった。現場に必ず残すコロンビアを意味するカトレアの花は復讐相手をおびき出すためのものだった。エミリオは危険だと忠告する。
カトレアはジェニファーという偽名で画家のダニーと恋人として付き合っていた。ダニーは彼女の素性を何も知らないと友人に悩みを打ち明けるので、ダニーが携帯電話で撮ったカトレアの寝姿の写真を、友人は親切から警察で働く義姉に送る。
そのことを発端に警察に正体が分かり、携帯電話を逆探知されSWATに囲まれる。危機一髪で逃げ切ったカトレアはエミリオの家に帰るとエミリオ夫妻は殺されていた。
失うものは何もなくなったカトレアは彼女の起こした連続殺人事件を追っているFBI捜査官ロスの家に行き、23人殺した理由は復讐のためといい、協力をしないとロスの家族を殺すと脅し、彼のつてでCIAから情報を得てついにルイスのアジトの所在地を知る。
カトレアはルイスのアジトを急襲、マルコを仕留めるがルイスは彼女が乗ってきたバンで逃走する。

## キャスト
※括弧内は日本語吹替
- カトレア・レストレポ - ゾーイ・サルダナ（東條加那子）、幼少期のカトレア - アマンドラ・ステンバーグ（幸田夢波）

殺し屋。両親はマフィアの幹部だったがドン・ルイスの陰謀により殺害される。感情的になり、周りが見えなくなることもしばしば。幼少のころから運動神経に優れており、マルコ達から逃げるのに成功した。殺した相手の体にカトレアの花を描く。
- マルコ - ジョルディ・モリャ（田中一永）

ドン・ルイスの部下。カトレアが9歳の頃に彼女の両親を殺害する。
- ジェームズ・ロス - レニー・ジェームズ（板取政明）

捜査官。カトレアの殺人事件に深く関わる。
- ダニー・デラネイ - マイケル・ヴァルタン（宮本淳）

画家。カトレアの恋人。
- エミリオ・レストレポ - クリフ・カーティス（江藤博樹）

カトレアの叔父。息子がいたが亡くなっている。
- ドン・ルイス - ベト・ベニテス（英語版）

マフィアの大物。
- ファビオ

カトレアの父。
- リッツォ

犯罪者。カトレアに殺害される。
- その他日本語吹替：加藤清司、金子修、野川雅史、廣瀬直也、菊池康弘、河合みのる、野村淳一、下田屋有依、井倉賢人、松下由実

## 製作
当初はベッソン監督作品『レオン』に登場する少女マチルダを主人公とした続編として企画されたが、単独作品として制作されることとなった。
撮影は2010年8月20日より始まり、シカゴ、ニューオーリンズ（ヌーベルオルレアン）、メキシコなどで行われた。製作はリュック・ベッソンの会社であるヨーロッパ・コープが行い、脚本はベッソンとロバート・マーク・ケイメンが執筆した。

## 評価

### 批評家の反応
Rotten Tomatoesでは90件のレビューで支持率は27%となった。

### 興行収入
北アメリカでは公開初週末3日間で1040万8176ドルを売り上げ、公開3週目となる『ヘルプ 〜心がつなぐストーリー〜』（1453万6118ドル）に次いで初登場2位となった。